# Charles Hitchcock Adams
Charles Hitchcock Adams (25. května 1868, Belmont – 8. srpna 1951, San Francisco) byl americký amatérský astronom.

## Životopis
Narodil se v Kalifornském Belmontu jako poslední z pěti dětí Williama a Cassandry Adamsových. V roce 1886 započal na Kalifornské univerzitě studium chemie. Ve druhém roce studia postihl podnik jeho otce v důsledku přírodní katastrofy krach a úpadek. Charles Hitchcock Adams byl nucen opustit univerzitu, aby pomohl při obnově otcovy firmy.
Následující roky se nechal zaměstnat jako pojišťovací agent a pomáhal své rodině. Byl rovněž zaměstnán jako úředník v Merchants' Exchange Association. V roce 1917 se stal výkonným sekretářem této organizace a na tomto místě působil až do roku 1940.
Po získání třípalcového astronomického dalekohledu se začal věnovat astronomii a stal se členem Pacifické astronomické společnosti. V roce 1925 se stal jejím pokladníkem a zůstal jím až do odchodu do důchodu v roce 1950. Na jeho počest je pojmenován měsíční kráter Adams, který v roce 1970 pojmenovala Mezinárodní astronomická unie po něm, astronomovi W. S. Adamsovi a anglickém matematikovi J. C. Adamsovi.
Jeho manželkou se stala Olive Brayová, se kterou měl syna Ansela Eastona, jenž se stal uměleckým fotografem.